# Stygopholcus photophilus
Stygopholcus photophilus is een spinnensoort uit de familie trilspinnen (Pholcidae). De soort komt voor in Griekenland.